# Nashua (Montana)
Nashua – miasto w Stanach Zjednoczonych, w stanie Montana, w hrabstwie Valley.